# آزاد مادرید
آزاد مادرید (انگلیسی: Madrid Open) مسابقات حرفه‌ای تنیس که در دو بخش مردان و زنان در مادرید، اسپانیا برگزار می‌شود.
این مسابقات تحت حمایت آیون تیریاک است.